# Superstaat
Een superstaat wordt gekenmerkt als een grote en machtige staat die ontstaat wanneer diverse kleinere landen samenkomen, of als een krachtige staat gevormd uit een federatie of unie van naties. Het betreft een hybride staatsvorm die eigenschappen combineert van zowel oude rijken als moderne staten. Het begrip superstaat onderscheidt zich van het concept van supermacht, hoewel ze soms in dezelfde context worden besproken.

## Geschiedenis
In het begin van de 20e eeuw had het begrip 'superstaat' een vergelijkbare betekenis als de hedendaagse supranationale organisaties. In een artikel uit 1927 beschreef Edward A. Harriman de Volkenbond als een "rudimentaire superstaat", waarbij een staat lid was van een organisatie die superieur was aan het lid zelf. Een volledige superstaat had volgens hem wetgevende, uitvoerende en rechterlijke organen om wetten te maken, uit te voeren en te interpreteren. De Verenigde Staten werden gezien als een voorbeeld van een complete superstaat.
In de Wereldorde van Bahá'u'lláh, voor het eerst gepubliceerd in 1938, beschreef Shoghi Effendi, de Bewaker van het Bahá'í-geloof, de verwachte wereldregering van die religie als de 'toekomstige superstaat van de wereld', met het Bahá'í-geloof als de 'staat'. Religie van een onafhankelijke en soevereine macht."
In de jaren zeventig werd de term 'superstaat' in de academische literatuur gebruikt om een buitengewoon rijke en machtige staat aan te duiden, vergelijkbaar met het concept van een supermacht. Japan werd toen beschouwd als een mogelijke uitdager van de VS als enige supermacht vanwege zijn sterke economische groei. Deze voorspelling bleek echter ongegrond.

## Hedendaags
In het hedendaagse politieke debat, met name met betrekking tot de Europese Unie, wordt de term 'superstaat' gebruikt om de mogelijke ontwikkeling naar een volwaardige federatie, bekend als de Verenigde Staten van Europa, aan te duiden. Glyn Morgan stelt de visie van een 'Europese superstaat' tegenover die van 'een Europa van natiestaten' en 'een post-soeverein Europees staatsbestel'. Volgens hem is een "Europese superstaat niets meer dan een soevereine staat die op Europese schaal opereert". Na de Europese schuldencrisis begon de economische literatuur de rol van de Europese Unie als Europese superstaat te bespreken, met name in vergelijking met de federale structuur van Duitsland.
De term kreeg bekendheid door Margaret Thatcher's toespraak in Brugge in 1988, waarin ze kritiek uitte op het perspectief van "een Europese superstaat die vanuit Brussel nieuwe dominantie uitoefent". Sindsdien is de term veelgebruikt in het eurosceptische lexicon. In 2000 betoogde Tony Blair dat hij de EU verwelkomde als een “supermacht, niet als een superstaat”.
Volgens een onderzoek uit 2022 moeten superstaten worden gezien als hybride vormen van politieke organisatie. Ze dragen zowel de lasten van een staat, zoals intensief bestuur en respect voor mensenrechten, als de lasten van een imperium, met name het bijeenhouden van een grote en diverse bevolking over een uitgestrekt grondgebied. Een superstaat hoeft niet sterk gecentraliseerd te zijn, vergelijkbaar met sommige imperiums. Het is dus mogelijk om de Europese Unie als een superstaat te beschouwen zonder te beweren dat het een "gecentraliseerd, unitair reusachtig lichaam" is.

## Fictieve superstaten
- Atlantic Federation (Gundam anime-metaseries)
- De Alliantie voor Democratie in The Domination, die ontstond als een militaire alliantie voordat ze werd verenigd tot één natie.
- Aarde Alliantie in:
  - Babylon 5
  - De geschiedenis van de Galaxy- romanreeks
- Oost-Azië, Eurazië en Oceanië in 1984
- Federatie van Amerika uit Call of Duty: Ghosts
- Gundam in de Cosmic Era-tijdlijn van Mobile Suit Gundam SEED
- Interstellaire Alliantie (Babylon 5)
- Vloot van werelden
- Galactisch rijk (Star Wars)
- Galactic Empire (Isaac Asimov-universum)
- Galactische Republiek
- Imperium van de mensheid
- Megastad één
- Meccania
- Verenigde Federatie van Planeten
- De Dominion (Star Trek)
- De wereldstaat
- Eengemaakte aarderegering van Halo
- Verenigde Staten van Afrika
- Verenigde Staten van Europa
- Verenigde Naties (van de aarde) uit The Expanse
- De Outer Planets Alliance (OPA) van The Expanse
- Tamrielic Empire (Septim-dynastie) uit The Elder Scrolls